# 琉球姬鹟
琉球姬鹟（学名：Ficedula owstoni），是雀形目鹟科的一种鸟类。

## 特征
琉球姬鹟体重约13.1克，翼长约75.2毫米，嘴峰长约14毫米，喙宽度约4.1毫米，喙厚度约3.5毫米，跗蹠长约16.2毫米，尾长约47.4毫米。琉球姬鹟是候鸟，其栖息在半开放的高大树木组成的森林中，食性为肉食性，主要食物来源是陆生无脊椎动物。

## 分布
南琉球群岛。